# Comptonella drupacea
Comptonella drupacea là một loài thực vật có hoa trong họ Cửu lý hương. Loài này được (Labill.) Guillaumin mô tả khoa học đầu tiên năm 1939.